# Пашов, Минчо
Минчо Пашов (болг. Минчо Георгиев Пашов; 7 ноября 1961, Болгария — 15 ноября 2019, Пловдив) — болгарский тяжелоатлет, призёр чемпионатов Европы, мира и летних Олимпийских игр 1980 года в Москве, олимпийский рекордсмен. Заслуженный мастер спорта Болгарии.

## Карьера
На Олимпиаде в Москве Пашов завоевал бронзу, уступив своему соотечественнику Янко Русеву и представителю ГДР Йоахиму Кунцу. По ходу соревнований Пашов установил шесть олимпийских рекордов, которые, однако, были побиты в тот же день его соперниками: три рекорда в рывке (135, 140 и 142,5 кг), два в толчке (177,5 и 182,5 кг) и один в сумме двоеборья (325 кг). В рамках олимпийского турнира также были разыграны медали 54-го чемпионата мира по тяжёлой атлетике.